# Proyecto Wonderland
El Proyecto Wonderland (país de las maravillas) es un toolkit 3D para crear mundos virtuales colaborativos. Dentro de estos mundos, los usuarios pueden comunicarse con audio de alta fidelidad y puede compartir aplicaciones en vivo como navegador web, documentos OpenOffice.org, y juegos. Está construido sobre el Proyecto Darkstar y Java 3D. El motor gráfico será reemplazado por jMonkeyEngine en su versión 0.5, listo para fin de 2008. La versión actual es 0.4. Project Wonderland había sido financiado por Sun Microsystems desde sus inicios. El 27 de enero de 2010, Sun Microsystems fue adquirida por Oracle, que decidió interrumpir la financiación. Project Wonderland continúa ahora como un proyecto independiente de código abierto apoyado por la comunidad y denominado "Open Wonderland".

## Objetivos
Proveer un mundo seguro en el cual las organizaciones pueden hacer negocios, o permitir a los empleados colaborar en línea. Está finalmente destinado a permitir ediciones para hacer un mundo virtual con XML en vez de tener que hacer cambios en el código fuente. Además, desean agregar un método dentro del mundo para crear contenido. Al momento, todo el contenido se hace con herramientas externas, como Blender.